# Vízvári Mariska
Vízvári Mariska (egyéb névváltozat: Vízváry), Viszkidenszky Mária Jolán Lujza (Budapest, 1879. május 27. – Budapest, 1954. január 9.) magyar színésznő, a Nemzeti Színház örökös tagja.

## Életpályája
Régi színészdinasztia tagja, Vízvári Gyula és Szigeti Jolán leányaként született. Már gyermekként is többször színpadra lépett. 1896-ban elvégezte a Színművészeti Akadémiát, s a Nemzeti Színházhoz szerződött, amelynek haláláig tagja maradt. Első férje Tapolczai Dezső volt, gyermekeik Tapolczay Jolán (1899–1982) színésznő és Tapolczai Gyula (1903–1954) színész. 1912. június 15-én Budapesten, a Józsefvárosban házasságot kötött Kürthy György színésszel. 1928-ban lett a Nemzeti Színház örökös tagja. Először naivákat játszott, de nem volt sikeres ezekben a szerepekben, ezért a tragédiákhoz fordult, tehetsége azonban a komédiákban mutatkozott meg leginkább. Nyugdíjba vonult a Nemzeti Színháztól 1935-ben, de továbbra is fellépett különböző színházakban. 1935 és 1937 között a Belvárosi Színházban, 1938–tól 1940-ig a Pesti Színházban és a Vígszínházban, 1942-ben az Új Magyar Színházban, 1945-ben a Budai Színházban, 1946-ban a Belvárosi, a Budapesti Operettszínházban, 1947-ben pedig a Madách Színházban lépett fel. 1949-ben a Művész Színházban lépett színpadra. A Színházi adattár szerint utolsó színpadi szerepe 1953-ban volt, Vojnyickáját alakította Csehov: Ványa bácsi című darabjában. Több filmben is sikerrel szerepelt. 1902-ben drámát is írt Szalmaláng címmel, ezenkívül pedig egy szakácskönyv elkészítése is az ő nevéhez fűződik. Német, francia, angol és olasz nyelven beszélt.

## Színpadi szerepei

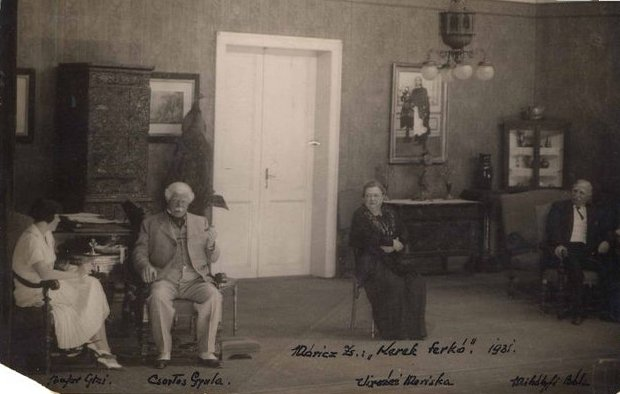
Móricz Zsigmond: Kerek Ferkó. Mária: Bajor Gizi, Kerekegyházi: Csortos Gyula, Koczog polgármester felesége: Vízvári Mariska, Koczog polgármester: Mihályfi Béla

- Asztalos Miklós: Alterego ...Mária Terézia, Magyarország királynője
- Victorien Sardou: Odette... Bérengere
- Zsíros István: Fátum... Kovács Margit
- Molière: Dandin György... Sotenville-né
- Johann Wolfgang von Goethe: Faust... Martha
- Henrik Ibsen: Solness építőmester... Solnessné
- Csehov: Ványa bácsi... Vojnyickája
- Illyés Gyula: Az ozorai példa... a hercegné
- Szigeti József: Rang és mód... Erzsébet
- Móricz Zsigmond: Légy jó mindhalálig... Török néni
- Móricz Zsigmond: Kerek Ferkó. ... Koczog polgármester felesége
- Móricz Zsigmond: Nem élhetek muzsikaszó nélkül... Zsani néni
- Hermann Sudermann: Rejtett boldogság... vak lány
- Eisemann Mihály: Ő vagy Ő?... Ernestine[4]
- Gyárfás Miklós: Hatszáz új lakás... Ág Ferencné
- Lev Tolsztoj: Anna Karenina... Vronszkája grófnő
- Konsztantyin Trenyov: Ljubov Jarovája... Jeljena
- Mikszáth Kálmán: A Noszty fiú esete Tóth Marival... Homlódyné

## Filmszerepei
- Tamás úrfi kalandjai (1918)

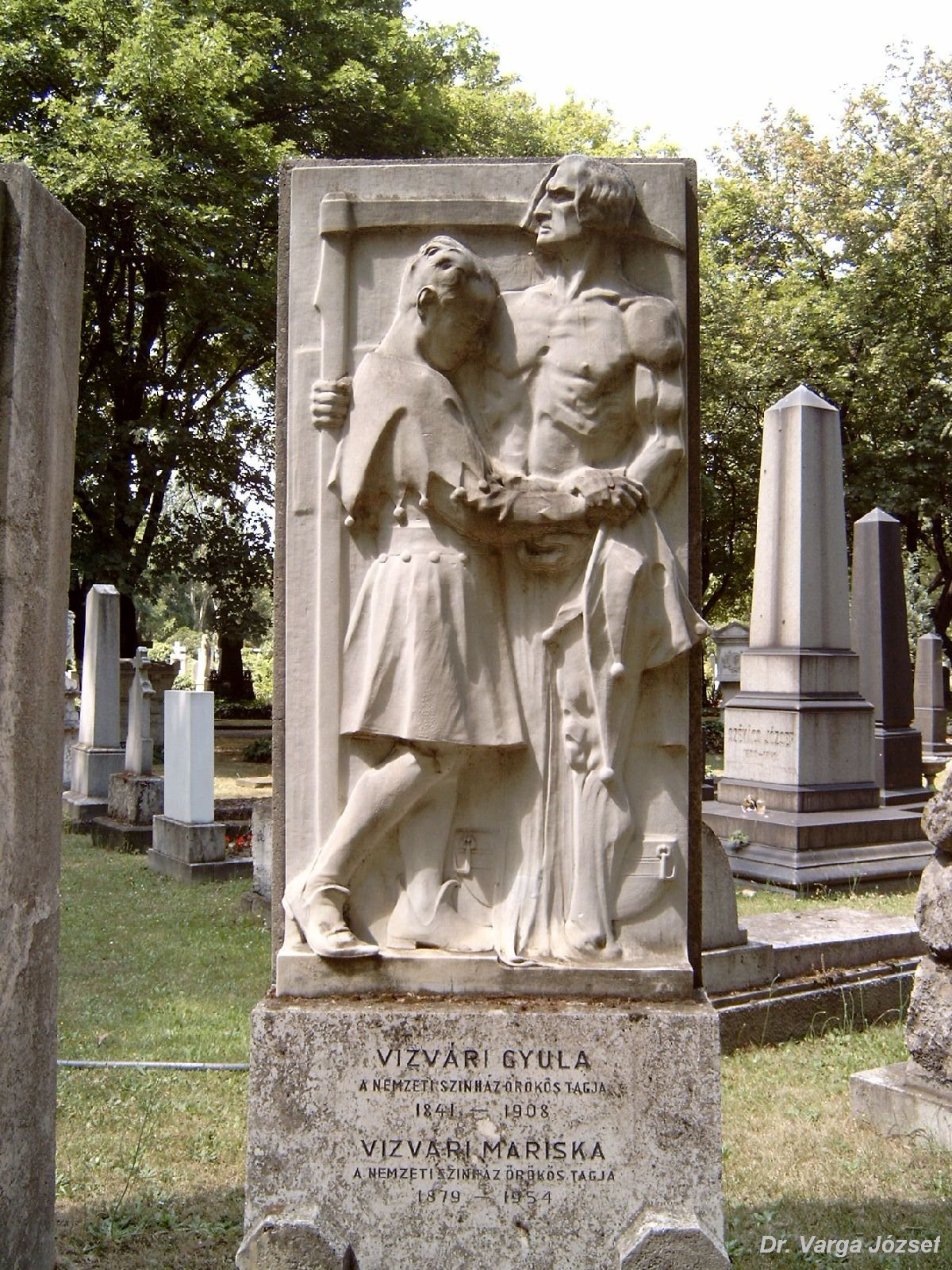
Vízvári Gyula és Vízvári Mariska sírja a Fiumei úti sírkertben (34/1-3-19). Szobrász: Margó Ede

- Amit az öregek is megkívánnak (1934, rövid)
- Búzavirág (1934)
- Nem élhetek muzsikaszó nélkül (1935) – Zsani néni
- Légy jó mindhalálig (1936) – Török néni
- Tisztelet a kivételnek (1936) – Kántor Jánosné, Vera anyja
- Méltóságos kisasszony (1936) – Clarisse néni, Tekla anyja
- 300 000 pengő az utcán (1937) – Bugyorné
- Egy lány elindul (1937) – Lomb úr felesége
- Maga lesz a férjem (1937) – Emma, dr. Balogh Elemér felesége
- Az én lányom nem olyan (1937) – Annie néni
- 120-as tempó (1937) – Vilma, Turner Kornél húga
- Péntek Rézi (1938) – árvaházi igazgatónő
- Pillanatnyi pénzzavar (1938) –
- Vadrózsa (1939) – Klementine nagymama
- A varieté csillagai (1939) –
- Álomsárkány (1939) –
- Fűszer és csemege (1939–1940) – Puskás Aladárné
- Sok hűhó Emmiért (1940) – Szánthódy István felesége
- Gyurkovics fiúk (1940) – Gyurkovics nagymama
- Ne kérdezd, ki voltam (1941) – özvegy Kaszás Istvánné
- Bob herceg – nagyhercegnő
- Szűts Mara házassága (1941) – Lili néni, a Szüts lányok nagynénje
- Őrségváltás (1942) – Pepi néni
- Csalódás (1942) – Hámor Ferenc édesanyja
- Férfihűség (1942) – Laura néni, Júlia nagynénje
- Gyávaság (1942) – nagymama
- Négylovas hintó (1942) – özv. Komárominé, Ilka néni, Mihály nagynénje
- Kalotaszegi Madonna (1943) – Etelka néni, Nóra nagynénje
- Ágrólszakadt úrilány (1943) – Jánossy Éva nagyanyja
- Makacs Kata (1943) – Emma néni, Juhász Kata nagynénje
- Annamária (1943) – Anna néni
- Gyanú (1944) – Katalin rokona, Galambos Gyuri nagynénje
- Fiú, vagy lány (1944) – Tóni néni
- Beszterce ostroma (1948) – Rogyákné[5]
- Talpalatnyi föld (1948) – Zsíros néni

## Könyvek
- Száz specialitás; Eggenberger, Bp., 1914
- A konyha művészete; szerzői, Bp., 1931
- Vizvári Mariska szakácskönyve. 1000 recept; új, bőv. kiad.; Rozsnyai Károly, Bp., 1944
- Treasure trove of Hungarian cookery; angolra ford. Molnár Gabriella; Corvina, Bp., 1961
- Cuisine de hongrie; franciára ford. Kelemen Renée; Corvina, Bp., 1963
- Vízvári Mariska szakácskönyve (ISBN 979-963-367-29-99)